# Victor Alphonse Duvernoy
Victor Alphonse Duvernoy, född den 30 augusti 1842 i Paris, död där den 7 mars 1907, var en fransk musiker, son till Charles-François Duvernoy, bror till Edmond Duvernoy.
Duvernoy, som var professor i pianospel vid Pariskonservatoriet, började 1869 ge årsserier av kammarmusikaftnar med Hubert Léonard som förste violinist, erhöll 1880 staden Paris pris för körverket La tempête och har sedermera uppträtt som operakompositör, med Sardanapale (1882) och Hellé (1896) samt baletten Bacchus (1902) med mera.